# Tricholamia ruficornis
Tricholamia ruficornis är en skalbaggsart som först beskrevs av Hintz 1911.  Tricholamia ruficornis ingår i släktet Tricholamia och familjen långhorningar. Inga underarter finns listade i Catalogue of Life.